# Cytherea carmelitensis
Cytherea carmelitensis är en tvåvingeart som först beskrevs av Becker 1903.  Cytherea carmelitensis ingår i släktet Cytherea och familjen svävflugor. Inga underarter finns listade i Catalogue of Life.